# Родригес Лопес, Эрнандо
Эрна́ндо Родри́гес Ло́пес, либо просто Эрна́ндо (порт.-браз. Ernando Rodrigues Lopes; род. 17 апреля 1988, Формоза, штат Гояс) — бразильский футболист, защитник клуба «Гуарани».

## Биография
Эрнандо — воспитанник клуба «Гояс», в основном составе которого защитник дебютировал в 2007 году. За семь сезонов в стане «попугаев» игрок трижды становился чемпионом штата Гояс. Также помог своей команде дойти до финала Южноамериканского кубка в 2010 году, что является высшим достижением клуба на международной арене.
С 2014 по 2017 год выступал за «Интернасьонал». Довольно быстро стал игроком основы, сформировав пару центральных защитников с Пауланом. Трижды выигрывал чемпионат штата, в 2014 году занял третье место в чемпионате Бразилии, а в 2015 году Эрнандо вместе с командой дошёл до полуфинала Кубка Либертадорес, где «колорадос» уступили мексиканскому УАНЛ Тигрес. Однако общий кризис в команде привёл к тому, что «Интер» в 2016 году впервые в своей истории вылетел в Серию B. В 2017 году пара защитников Эрнандо—Паулан подвергалась критике болельщиков, и в итоге в 2018 году Эрнандо покинул команду.
Поскольку у игрока всё ещё действовал контракт, в 2018 году он выступал на правах аренды за «Спорт Ресифи». Эрнандо был одним из игроков стартового состава, однако сезон для «львов» сложился неудачно, и команда вылетела в Серию B. В начале следующего года Эрнандо стал свободным агентом. 15 января 2019 года защитник подписал контракт с «Баией». Первый год с «трёхцветными» у футболиста получился неоднозначным — Эрнандо играл не очень часто, хотя и помог своей команде выиграть чемпионат штата. В 2020 году Эрнандо стал твёрдым игроком основы, и вновь выиграл Лигу Баияно. В этом году защитник перенёс операцию по поводу грыжи межпозвоночного диска, из-за которой он пропустил много матчей. В начале марта 2021 года Эрнандо в соцсетях попрощался с болельщиками и партнёрами по «Баии».
7 марта 2021 года «Васко да Гама», который по итогам прошлого сезона вылетел в Серию B, объявил о приобретении Эрнандо.

## Достижения
- Чемпион штата Риу-Гранди-ду-Сул (3): 2014, 2015, 2016
- Чемпион штата Баия (2): 2019, 2020
- Чемпион штата Гояс (2): 2012, 2013
- Чемпион Серии B Бразилии (1): 2012
- Финалист Кубка Нордесте (1): 2020
- Финалист Южноамериканского кубка (1): 2010